# Paralimosina eximia
Paralimosina eximia är en tvåvingeart som beskrevs av Papp 1991. Paralimosina eximia ingår i släktet Paralimosina och familjen hoppflugor. Inga underarter finns listade i Catalogue of Life.